# Neoempheria caudalis
Neoempheria caudalis är en tvåvingeart som först beskrevs av Edwards 1931.  Neoempheria caudalis ingår i släktet Neoempheria och familjen svampmyggor. Inga underarter finns listade i Catalogue of Life.